# بروية (توجردي)
برویة (بالفارسية: برویه) هي قرية تقع في إيران في قسم توجردي الريفي. يقدر عدد سكانها بـ 0 نسمة بحسب إحصاء 2016.